# Sức khỏe bà mẹ
Sức khỏe bà mẹ là sức khỏe của người phụ nữ trong suốt thời gian mang thai, sinh con và thời kỳ hậu sản. Nó bao gồm các khía cạnh chăm sóc sức khỏe như kế hoạch hóa gia đình, tư vấn trước khi có thai, chăm sóc tiền sản và sau sinh nhằm đảm bảo những trải nghiệm tích cực và thỏa mãn cho hầu hết các trường hợp, giảm bệnh tật và tử vong mẹ trong những trường hợp khác.
Quỹ Dân số Liên Hợp Quốc (UNFPA) ước tính có khoảng 289.000 phụ nữ đã tử vong vì các nguyên nhân liên quan đến mang thai hoặc sinh sản trong năm 2013. Những nguyên nhân này là từ chảy máu nặng đến chuyển dạ tắc nghẽn (đẻ khó), tất cả đều có thể được can thiệp đạt hiệu quả cao. Khi phụ nữ được tiếp cận với kế hoạch hóa gia đình và chăm sóc sản khoa dự phòng khẩn cấp, tỷ lệ tử vong mẹ trên toàn cầu đã giảm từ 380 ca tử vong mẹ mỗi 100.000 trẻ sơ sinh sống sót vào năm 1990 xuống còn 210 trên 100.000  trẻ sơ sinh sống sót vào năm 2013. Kết quả là nhiều quốc gia đã giảm một nửa tỷ lệ số trường hợp tử vong mẹ.
Trong khi để giảm tỷ lệ tử vong trên toàn thế giới nhiều hơn thì cần phải có nhiều hành động hơn nữa. Tỷ lệ cao vẫn còn tồn tại đặc biệt ở những cộng đồng nghèo khó với hơn 85% sống ở châu Phi và Nam Á. Ảnh hưởng từ cái chết của người mẹ gây ra những tổn thương lớn cho gia đình, và đứa con mới sinh của họ, nếu đứa con vẫn còn sống sót sau khi sinh, nhiều khả năng chúng sẽ chết trước khi đến sinh nhật lần thứ hai.
Cả tử vong mẹ và tử vong mẹ nặng (SMM) đều "liên quan đến tỷ lệ phòng ngừa cao".
Vào năm 2010 the U.S. Joint Commission on Accreditation of Healthcare Organizations đã mô tả tử vong mẹ là một "sentinel event" (tạm dịch:Sự cố đặc biệt nghiêm trọng), và sử dụng nó để đánh giá chất lượng của một hệ thống chăm sóc sức khỏe. 
Bốn yếu tố cơ bản cho công tác phòng ngừa tử vong mẹ. Đầu tiên, chăm sóc tiền sản. Khuyến cáo các bà mẹ nên được khám thai ít nhất bốn lần để kiểm tra và theo dõi sức khỏe của mẹ và thai nhi. Thứ hai, có các lực lượng chuyên môn cao để kịp thời hỗ trợ khẩn cấp bao gồm các bác sĩ, y tá và nữ hộ sinh có kỹ năng quản lý sinh nở bình thường và nhận ra những dấu hiệu của các biến chứng. Thứ ba, nhận được sự chăm sóc sản khoa khẩn cấp để giải quyết các nguyên nhân chính gây tử vong mẹ như xuất huyết, nhiễm trùng huyết, phá thai không an toàn, rối loạn tăng huyết áp và  chuyển dạ tắc nghẽn (đẻ khó). Sau cùng, chăm sóc hậu sản sáu tuần sau khi sinh. Trong khoảng thời gian này có thể xảy ra chảy máu, nhiễm trùng huyết và rối loạn tăng huyết áp và trẻ sơ sinh cũng rất dễ bị tổn thương sau khi sinh. Do đó, các nhân viên y tế cần thăm khám theo dõi, đánh giá sức khỏe của cả mẹ và con trong cả giai đoạn hậu sản này.